# ليفينت شاهين
ليفينت شاهين (بالتركية: Levent Şahin)‏ هو لاعب كرة قدم تركي، ولد في 20 سبتمبر 1973 في إدرميت في تركيا.

## وصلات خارجية
- ليفينت شاهين على موقع اتحاد تركيا (لاعب) (الإنجليزية)
- ليفينت شاهين على موقع اتحاد تركيا (مدرب) (الإنجليزية)
- ليفينت شاهين على موقع قاعدة بيانات كرة القدم.إي يو (الإنجليزية)
- ليفينت شاهين على موقع عالم كرة القدم.نت (الإنجليزية)